# Włodzimierz Nieprzewski
Włodzimierz Nieprzewski ps. „Kmicic” (ur. 1900, zm. 1952) – ułan Legionów Polskich, podoficer Wojska Polskiego i Polskich Sił Zbrojnych, aktor teatralny.

## Życiorys
Urodził się w 1900. Po wybuchu I wojny światowej wstąpił do Legionów Polskich. Służył w plutonie konnym „Sokół”, a następnie w 1 pułku ułanów pod dowództwem ppłk. Władysława Beliny-Prażmowskiego. Dosłużył się stopnia starszego ułana. U kresu wojny w listopadzie 1918 jako wachmistrz podchorąży w szeregach 1 szwadronu kawalerii lwowskiej „Wilk”, podległego Naczelnej Komendzie brał udział w obronie Lwowa podczas wojny polsko-ukraińskiej. Po odzyskaniu przez Polskę niepodległości został przyjęty do Wojska Polskiego. Mianowany chorążym kawalerii służył w 7 pułku ułanów w garnizonie Mińsk Mazowiecki.
Po zakończeniu służby wojskowej został aktorem teatralnym. Występował w Teatrze Wielkim we Lwowie. Występował: w 1925 w sztuce Kiliński Jana Załęgi, w 1925 w sztuce Uwodziciel jako Karol Losseck, w 1931 w sztuce Nawała bolszewicka, czyli rok 1920 (jako oficer polski), 22 września 1936 w premierze sztuki Koriolan W. Szekspira w reż. Leona Schillera, 1 października 1937 w premierze sztuki Legenda Stanisława Wyspiańskiego w reż. Henryka Szletyńskiego, w 1938 w operetce Rose Marie, 14 kwietnia 1939 w premierze sztuki Obrona Ksantypy Stanisława Wyspiańskiego w reż. Edmunda Wiercińskiego).
Po wybuchu II wojny światowej i agresji ZSRR na Polskę z 17 września 1939 przedostał się na Zachód i został żołnierzem Polskich Sił Zbrojnych. Służył w 1 Brygadzie Strzelców, z której czasowo przebywał w stanie gospodarczym 67 batalionu czołgów i z tej jednostki jako chorąży został przeniesiony z dniem 25 czerwca 1942 do 66 batalionu czołgów. Po wojnie pozostał na emigracji w Wielkiej Brytanii. Zmarł w 1952 w Szkocji.

## Ordery i odznaczenia
- Krzyż Niepodległości (9 listopada 1933, za pracę w dziele odzyskania niepodległości)[1]
- Srebrny Krzyż Zasługi (1938)[13]